# Club Baloncesto Sevilla 1991-1992
Questa voce raccoglie le informazioni riguardanti il Club Baloncesto Sevilla nelle competizioni ufficiali della stagione 1991-1992.

## Stagione
La stagione 1991-1992 del Club Baloncesto Sevilla è la 3ª nel massimo campionato spagnolo di pallacanestro, la Liga ACB.
Il Club Baloncesto Sevilla ha partecipato alla Liga ACB 1991-1992 arrivando al 16º posto nella classifica finale. Nei play-off perse al primo turno con il Joventut Badalona (2-0).

## Roster
Aggiornato al 30 luglio 2021.
| Caja San Fernando 1991-92 | Caja San Fernando 1991-92 |
| Giocatori                 | Staff tecnico             |
| ------------------------- | ------------------------- |

| N. | Naz.                   | Ruolo | Nome                  | Anno | Alt.   | Peso   |  |
| -- | ---------------------- | ----- | --------------------- | ---- | ------ | ------ |  |
| 4  | Spagna (bandiera)      | G     | Carlos Montes         | 1965 | 194 cm |        |  |
| 5  | Stati Uniti (bandiera) | AG    | Dan Bingenheimer      | 1963 | 205 cm |        |  |
| 6  | Spagna (bandiera)      | C     | Javier Muñoz          | 1973 | 205 cm |        |  |
| 7  | Spagna (bandiera)      | P     | Carlos Sánchez Pastor | 1967 | 173 cm |        |  |
| 8  | Spagna (bandiera)      | AP    | Quino Salvo           | 1958 | 191 cm | 95 kg  |  |
| 9  | Spagna (bandiera)      | A     | Raúl Pérez            | 1968 | 198 cm |        |  |
| 10 | Spagna (bandiera)      | AC    | Jesús Llano           | 1961 | 199 cm |        |  |
| 11 | Spagna (bandiera)      | P     | Chinche Lafuente (C)  | 1961 | 186 cm |        |  |
| 12 | Spagna (bandiera)      | GA    | Benito Doblado        | 1971 | 195 cm |        |  |
| 14 | Spagna (bandiera)      | C     | Miguel Ángel Pou      | 1961 | 204 cm |        |  |
| 15 | Stati Uniti (bandiera) | C     | Darrell Lockhart      | 1960 | 207 cm | 111 kg |  |

| Allenatore                                                                 |
| - José Pesquera                                                            |
| Assistente/i                                                               |
| - José Manuel Carrión Legenda - (C) Capitano - (IN) Inattivo - Infortunato |

## Mercato

### Sessione estiva
| Acquisti | Acquisti              | Acquisti    | Acquisti   | Acquisti |
| R.a      | Nome                  | da          | Modalità   |          |
| -------- | --------------------- | ----------- | ---------- | -------- |
| G        | Carlos Montes         | Estudiantes | definitivo |          |
| P        | Carlos Sánchez Pastor | Cartagena   | definitivo |          |

| Cessioni | Cessioni         | Cessioni         | Cessioni       | Cessioni |
| R.       | Nome             | a                | Modalità       |          |
| -------- | ---------------- | ---------------- | -------------- | -------- |
| P        | Toñín Llorente   | Maristas Málaga  | fine contratto |          |
| AP       | Javier García    | Collado Villalba | fine contratto |          |
| PG       | Alvaro Rodríguez | Cáceres          | fine contratto |          |